# Not Available
Not Available to trzeci album studyjny awangardowej grupy The Residents, który został nagrany w 1974 roku jako drugi po Meet the Residents LP zespołu. Wydano go jednak dopiero w roku 1978.

## Lista utworów
| 1. | „Part One: Edweena”                | 9:29  |
|    |                                    |       |
| 2. | „Part Two: The Making of a Soul”   | 9:59  |
|    |                                    |       |
| 3. | „Part Three: Ship's A Goin' Down”  | 6:34  |
|    |                                    |       |
| 4. | „Part Four: Never Known Questions” | 7:00  |
|    |                                    |       |
| 5. | „Epilogue”                         | 2:21  |
|    |                                    |       |
|    |                                    | 35:23 |
|    |                                    |       |